# Gingembre japonais
Espèce
Classification phylogénétique
Le gingembre japonais (Zingiber mioga), gingembre myōga ou myōga, est une espèce de gingembre du genre Zingiber de la famille des Zingiberaceae.  
À peine sortis de terre, ses bourgeons floraux 花みょうが (Hana myōga) sont utilisées l'été dans les cuisines japonaise et coréenne. Les jeunes pousses forcées dans l'obscurité, みょうがたけ (myōga take) bambou de myoga, sont consommées en soupe ou au vinaigre.  
Les rhizomes, comestibles mais de faibles dimensions, sont plus rarement utilisés.  

## Histoire
Il est originaire d'une région allant de la Chine du Sud jusqu'au sud de la Corée en passant par le Japon, où il est appelé myōga (茗荷), みょうが.  
William Roscoe, botaniste britannique, la décrit en latin en 1807 dans le volume 8 page 348 de la revue de la Société linnéenne de Londres, Transactions of the Linnean Society of London. Carl Peter Thunberg, botaniste suédois, l'avait une première fois identifiée précédemment en 1783 sous le nom de Amomum mioga dans la revue Nova acta Regiae Societatis Scientiarum Upsaliensis de la Société savante d'Uppsala.  

## Culture
Le myoga est rustique en zone tempérée y compris froides (rusticité USDA 6 à 10), il croît à l'état sauvage au Japon de Honshu à Okinawa. En revanche, il craint le plein soleil et le sec, on le cultive à l'ombre ou mi-ombre en sol humide drainant de pH neutre (entre 6.1 et 7.8). On le reproduit par division du  rhizome, la floraison a lieu en été. 
En grande culture hydroponique on utilise un substrat neutre drainant (fibre de coco par exemple) avec un ombrage variable par film noir, l'utilisation d'eau oxygénée par nano-bulle améliore le rendement. Dans les installations surélevées, seule la partie basse de la plante croit dans l'obscurité avec de nombreuses fleurs. 
La culture de la pousse de myoga se fait dans l'obscurité, les jeunes pousses tendres doivent être de couleur rose. La récolte a lieu de mars à juin, on peut le consommer cru en salade. 

Zingiber mioga stylisé
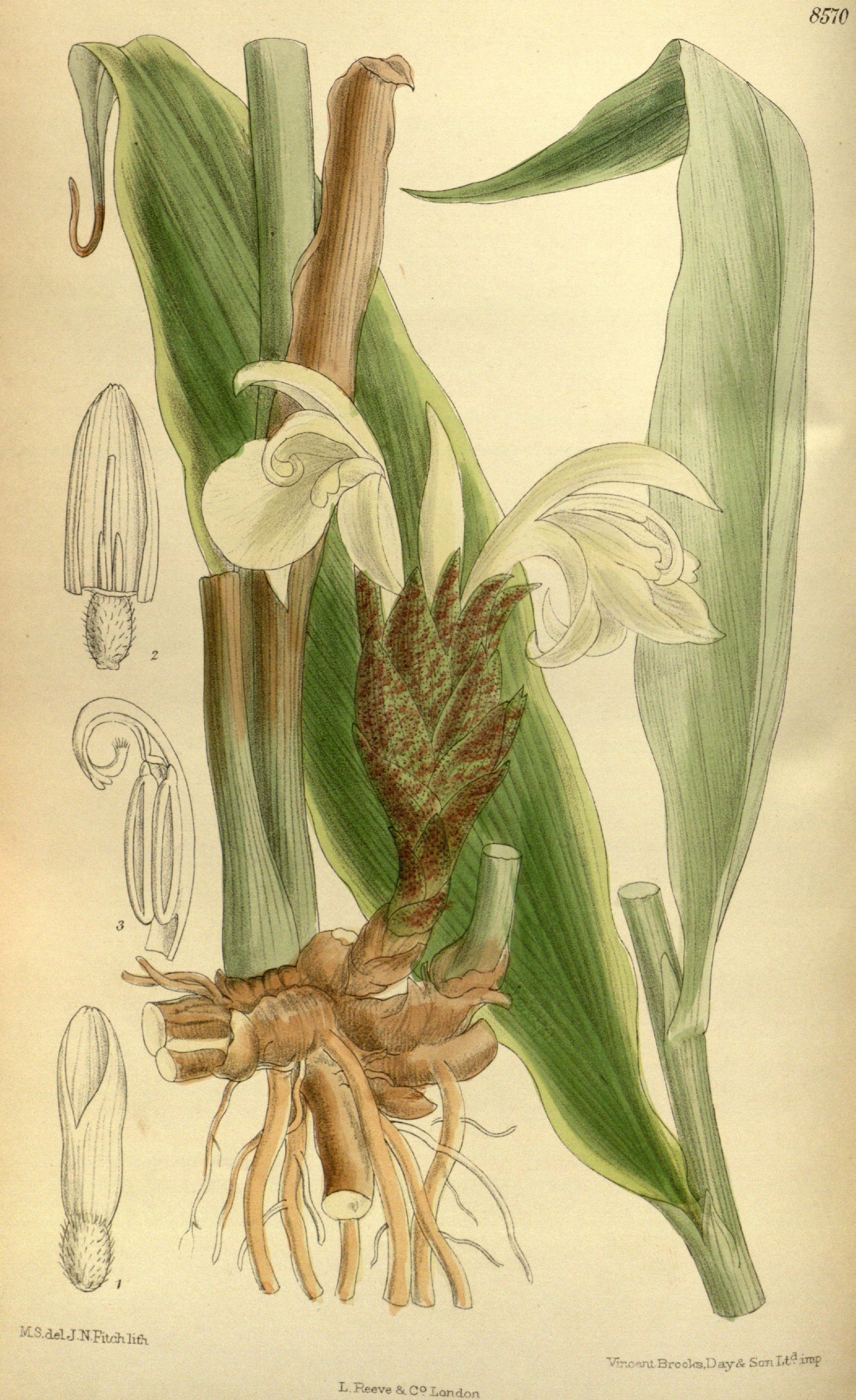
Zingiber mioga Curtis's Botanical Magazine 1914

## Synonymes
Selon World Checklist of Selected Plant Families (WCSP) (26 sept 2011) :
Amomum mioga Thunb., Nova Acta Regiae Soc. Sci. Upsal. 4: 38 (1783).